# Hamm (Sieg)
Hamm település Németországban, Rajna-vidék-Pfalz tartományban. Lakosainak száma 3763 fő (2023. december 31.).

## Népesség
A település népességének változása:
| Lakosok száma | 2817 | 3426 | 3456 | 3563 | 3785 | 3763 |
|               | 1975 | 2017 | 2019 | 2021 | 2022 | 2023 |